# Vilcadé
Der Vilcadé war ein Längenmaß im Französisch-Indien. Die Namen der Maße sind teilweise in der französischen Schreibweise gebraucht worden. Besonders in der Region Pondichery war es verbreitet.
- 1 Vilcadé = 2 Astames = 4 Coudées/Ellen = 8 Spannen/Fuß/Empan = 96 Finger/Zoll = 2080,57 Millimeter[1] = 921,6035 Pariser Linien = 2,07898 Meter
- 1 Spanne = 115,29 Pariser Linien, etwa 260 Millimeter (259,87 mm)

Als Wegemaß waren 
- 200 Vilcadés = 1 Coupoudoutourame und
- 800 Vilcadés = 1663,18 Meter